# Constantia (carattere)
Constantia fa parte dei nuovi tipi di caratteri di Microsoft Windows Vista.

## Tipologia
È un font modulated wedge-serif progettato con lo scopo principale di essere usato sia nelle pubblicazioni elettroniche che in quelle cartacee. Il suo design risponde alla necessità attuale di superare la differenza tra la leggibilità a schermo e quella tramite stampa, utilizzando i recenti progressi avutosi nel Cleartype rendering, ad esempio il sub-pixel positioning. Le proporzioni classiche e la relativamente piccola altezza insieme con la lunga estensione fanno di Constantia l'ideale per la stampa di libri e periodici, mentre la sottile forma quadrata e le distanze tra caratteri ne assicurano una buona leggibilità.
Constantia fa parte della Microsoft ClearType Font Collection, un insieme di caratteri sviluppati appositamente per la tecnologia ClearType nell'intento di migliorare il piacere della lettura in Windows Vista e in Office 2007.